# Phytomyza pieninica
Phytomyza pieninica este o specie de muște din genul Phytomyza, familia Agromyzidae, descrisă de Nowakowski în anul 1963.
Este endemică în Polonia. Conform Catalogue of Life specia Phytomyza pieninica nu are subspecii cunoscute.